# Друзы оптического диска
 Друзы оптического диска  (ODD) или  друзы глазного нерва (ONHD) —глобулы из мукопротеинов и мукополисахаридов, которые постепенно кальцифицируют диск зрительного нерва. Они могут стать остатками транспортной системы аксонов вырождающихся ганглиозных клеток сетчатки. ODD также приписывались такие проблемы как врождённые поднятые или аномальные диски, псевдопапиллоэдема, псевдоневрит, утопление друз диска, и гиалиновые тельца в оптическом диске. Они могут быть связаны с потерей зрения различной степени и иногда приводить к слепоте, или, чаще, иметь бессимптомное течение.

## Анатомия
Зрительный нерв — соединительный кабель, который передаёт изображение от сетчатки к мозгу. Он состоит более чем из миллиона аксонов ганглиозных клеток сетчатки. Головка зрительного нерва или диск зрительного нерва — передний конец нерва, расположен в глазе, и, следовательно, виден с офтальмоскопа. Он расположен ближе к носу и немного ниже макулы глаза. Существует слепое пятно в оптическом диске, потому что там нет палочек или колбочек для обнаружения света. Центральную артерию и вену сетчатки можно видеть в центре диска, так как они выходят из склерального канала с зрительным нервом, чтобы питать сетчатку. Ответвления сосудов расходятся во всех направлениях, питая сетчатку.

## Эпидемиология
Друзы оптического диска клинически выявляются у около 1 % населения, но при этом у лиц с семейной историей ODD это число возрастает до 3,4 %. От двух третей до трёх четвертей клинических случаев являются двусторонними. Исследование 737 трупов показало 2,4 % случаев ODD, в 2 из 15 (13 %) двустороннее, что, возможно, указывает на коварный характер многих случаев. Подозревается связь аутосомно-доминантного типа наследования с неполной пенетрантностью и наследственной дисплазией диска зрительного нерва и его кровоснабжением. Мужчины и женщины страдают в одинаковой степени. Кавказцы являются наиболее восприимчивой этнической группой. Определённые условия были связаны с друзами диска, такие как пигментный ретинит, ангиоидные полосы, синдром Ушера, синдром Нунан и синдром Алажилля. Друзы диска зрительного нерва не связаны с мембраной Бруха, друзами сетчатки, которые были связаны с возрастной макулярной дегенерацией.

## Патофизиология
У детей, оптические друзы диска, как правило, находятся в глубине глазного дна и не могут быть обнаружены, кроме случаев лёгкой или умеренной высоты диска зрительного нерва. С возрастом, вышележащие аксоны атрофируются и друзы начинают показываться и становиться более заметными. Они могут стать очевидными при использовании офтальмоскопа, а также по наличию некоторые визуальных потерь поля зрения в конце подросткового возраста. ODD может сжимать и в конечном итоге подвергать риску нервные волокна сетчатки и сосудистой оболочки. Редко, неоваскуляризация сосудистой оболочки может развиваться как юкстапапилярное разрушение нервных волокон с последующим субретинальным кровоизлиянием и рубцами сетчатки. Ещё более редко может развиться кровоизлияние в стекловидное тело.

## Прогнозы
Повреждение зрительного нерва является прогрессирующим и коварным. В конце концов у 75 % пациентов может развиться некоторые дефекты периферического поля зрения. Они могут включать дефекты носового сегмента, увеличение слепого пятна, дугообразные скотомы, секторные потери полей зрения и высотные дефекты. Клинические симптомы коррелируются с локализацией друз. Потеря центральных полей зрения является редким осложнением кровотечения из перипапилярных хориоидальных неоваскулярных мембран. Передняя ишемическая нейропатия зрительного нерва (ПИН) является потенциальным осложнением.

## Дифференциальный диагноз
У большинства пациентов друзы диска зрительного нерва выявляются лишь случайно. Важно отличать их от других состояний, которые относятся к подъёму диска зрительного нерва, особенно отёк диска зрительного нерва, который может означать повышение внутричерепного давления или наличие опухоли. Правда, отёк диска зрительного нерва может проявиться в виде экссудата или ватных пятен, в отличие от ODD. Границы оптические диска характерно иррегулярны при ODD, но не размыты, так как нет отёка нервных волокон сетчатки. Спонтанные венозные пульсации представлены у около 80 процентов пациентов с ODD, но отсутствует в случаях истинного отёка диска. Другие причины подъёма диска, которые клинически должны быть исключены, могут быть: гиалоидные тракты, эпипапилярные глиальные ткани, миелиновые нервные волокна, инфильтрация склеры, витреопапилярные тракты и высокая дальнозоркость. К нарушениям, связанным с поднятием диска относятся: синдром Алажилля, синдром Дауна, синдром Kenny-Caffey, Наследственная оптическая нейропатия Лебера и синдром линейного сального невуса.

## Ведение
Пациентам с друзами диска зрительного нерва следует периодически делать офтальмоскопию, контролировать остроту зрения, контрастнуя чувствительность, цветовое зрение, внутриглазное давление и поля зрения. Для лиц с дефектами поля зрения, кому оптической когерентной томографией был рекомендовано, следует контролировать толщину слоя нервных волокон. Сопутствующие условия, такие как ангиоидные полосы и пигментный ретинит, должны быть обследованы. Как степень тяжести друз диска зрительного нерва так и степень повышения внутриглазного давления связаны с потерей полей зрения. Не существует общепринятого лечения ODD, хотя некоторые врачи назначают глазные капли, направленные на снижение внутриглазного давления и теоретического уменьшения механической нагрузки на волокна диска зрительного нерва. Изредка хориоидальные неоваскулярные мембраны могут развивать рядом с диском зрительного нерва угрожающие кровотечения и рубцы сетчатки. Лазерное лечение или фотодинамическая терапия или другие развивающиеся терапии могут предотвратить это осложнение.